# Vlag van Oosterbierum

Vlag van Oosterbierum

De vlag van Oosterbierum is de dorpsvlag van het Nederlandse dorp Oosterbierum, in de Friese gemeente Waadhoeke. De vlag werd in 2004 aangenomen en in 2005 geregistreerd. Het ontwerp van de vlag is van de hand van R.J. Broersma.

## Beschrijving
De beschrijving van de vlag is als volgt:
In wit een rood kruis, de armen met een dikte van 1/5 vlaghoogte, het kruis in de broektop vergezeld van een groene korenaar, schuin geplaatst volgens de vlagdiagonaal, met het steeltje naar het midden van de vlag, en in de broekhoek van een blauwe bot, schuin geplaatst volgens de vlagdiagonaal, met de staart naar het midden van de vlag.
De kleuren zijn afkomstig van het dorpswapen.

## Symboliek

Rood kruis: een zogenaamd Sint-Joriskruis, als verwijzing naar Joris van Cappadocië, de patroonheilige van de Sint-Joriskerk van Oosterbierum.
- Korenaar: ontleend aan het wapen van Barradeel, de gemeente waar Oosterbierum eerder tot behoorde.[3]
- Bot: duidt op de ligging van het dorp nabij de zee.[3]